# Kisgérce
Kisgérce (románul Gherța Mică) település Romániában, Szatmár megyében.

## Fekvése
Szatmár megyében, az avasi medencében, Kányaházától északnyugatra fekvő település.

## Története
A faluról az első írásos adat 1711-ből való.
1940-ben végzett népszámlálás adatai szerint Kisgércnek 2050 lakója volt, ebből 7 római katolikus, 1965 görögkatolikus, 1 görögkeleti, 1 református, 3 baptista, 73 izraelita volt. 
A trianoni békeszerződés előtt Kisgérce Ugocsa vármegye Tiszántúli járásához tartozott.

## Híres szülöttei
- Markovits Rodion (Kisgérce, 1884. július 15. – Temesvár 1948. augusztus 27.) író, újságíró.